# Maltoză
Maltoza este o dizaharidă formată din două unități de glucoză legate printr-o legătură α(1→4), în urma unei reacții de condensare. Maltoza este obținută la hidroliza enzimatică a amidonului în prezența amilazelor. Denumirea sa provine de la malț, deoarece ea este întâlnită în semințele care germinează, acestea descompunând amidonul pentru a obține surse de hrană. De asemenea, se poate obține și prin caramelizarea glucozei. 